# Matchbox (chanson)
Pour les articles homonymes, voir Matchbox.
Matchbox, dont le titre original est Match Box Blues (« le blues de la boîte d'allumettes »), est une chanson du bluesman Blind Lemon Jefferson. Il est le premier à l'enregistrer en 1927 pour la firme Okeh Records, et est crédité comme étant l'auteur de ce titre, qui probablement était plus ancien. Carl Perkins enregistre une version rockabilly de Matchbox en 1956, qui sera reprise ensuite par de nombreux artistes, dont The Beatles,.

## Les origines
La chanteuse de blues Ma Rainey enregistre en mars 1924 à Chicago une chanson intitulée Lost Wandering Blues, publiée en single par Paramount Records. Les paroles évoquent une valise de la taille d'une boîte d'allumettes (matchbox).
Trois ans plus tard, Blind Lemon Jefferson utilise cette métaphore comme titre pour son enregistrement Match Box Blues le 14 mars 1927, pour Okeh à Atlanta, en Géorgie. Jefferson enregistre la chanson deux fois supplémentaires en avril 1927 à Chicago pour Paramount, avec quelques légères différences.
Jefferson utilise une variante d'une figure de basse eight-to-the-bar (« 8 notes par mesure ») commune dans le piano boogie-woogie, et enchaîne sur une figure three-against-four (polyrythme 3 sur 4) courante dans le piano ragtime. L'enregistrement de Jefferson est réalisé près de deux ans avant que cette figure ne devienne populaire grâce au Pine Top's Boogie Woogie de Pine Top Smith en 1928.
Par la suite, la chanson est enregistrée par plusieurs musiciens de blues et de Western Swing, tels que Leadbelly, Big Bill Broonzy, les Shelton Brothers ou Roy Newman and His Boys,.

## Version de Carl Perkins
Pistes de Dance Album of Carl Perkins
Everybody's Trying to Be My Baby Your True Love
La composition de Matchbox est attribuée à Carl Perkins depuis que celui-ci l'a enregistrée dans un style rockabilly et c'est son nom qui figure sur toutes les reprises postérieures à cette version. Cette chanson est, après Blue Suede Shoes, l’un de ses plus grands succès.
Son père, Buck Perkins, lui suggère d'enregistrer cette chanson, bien qu'il ne se souvienne que de quelques bribes, à partir des enregistrements de Blind Lemon Jefferson ou des Shelton Brothers. Carl Perkins affirme qu'il n'a jamais entendu la chanson de Jefferson au moment où il enregistre Matchbox. Alors que Perkins chante les quelques mots que son père lui a soufflé, Jerry Lee Lewis, qui est à l'époque pianiste aux studios Sun, entame un riff de boogie-woogie sobre. Carl improvise une mélodie à la guitare et invente la suite des paroles. Sam Phillips produit l'enregistrement, qui à lieu à Memphis le 4 décembre 1956. Les autres musiciens sont Jay et Clayton Perkins, les deux frères de Carl, respectivement  à la seconde guitare et à la contrebasse, et W.S. Holland à la batterie.
Ce jour-là, les musiciens sont ensuite rejoints par Elvis Presley, venu rendre une visite impromptue à son ancien label, et par Johnny Cash, lui aussi présent dans les locaux, pour un bœuf légendaire qu'on appellera plus tard « The Million Dollar Quartet ».
Matchbox sort en single le 24 février 1957, avec Your True Love sur la face B. Avant ça, Carl Perkins interprète la chanson dans l'émission Ozark Jubilee sur ABC-TV le 2 février 1957, puis dans Ranch party , présentée par Tex Ritter en 1957.
Carl Perkins interprète la chanson à plusieurs reprises en compagnie d'autres musiciens illustres. Il est avec Johnny Cash et Jerry Lee Lewis lors d'un concert à Böblingen en Allemagne de l'Ouest le 23 avril 1981. La performance est éditée sur l'album The Survivors Live. Perkins, Ringo Starr et Eric Clapton la chantent ensemble en 1985 pour l'émission spéciale Blue Suede Shoes: A Rockabilly Session (en) de HBO/Cinemax. Il l'enregistre en 1992 en duo avec Scotty Moore pour l'album 706 ReUNION : A Sentimental Journey, en 1994 avec Duane Eddy & The Mavericks pour l'album Red Hot + Country, au profit de la Red Hot Organization, et en 1996 avec Willie Nelson pour le disque hommage Go Cat Go!.

## Versions des Beatles
Pistes de Past Masters
Slow Down I Feel Fine
Pistes de Long Tall Sally (EP)
Slow Down
Au cours de leur carrière, les Beatles ont repris trois chansons de Perkins : Matchbox, Honey Don't et Everybody's Trying to Be My Baby sans compter quatre autres chansons qui seront publiées après la séparation du groupe.
En mai 1960, Matchbox est enregistrée avec un magnétophone Grundig dans la salle de bain familiale des McCartney au 20 Forthlin Road. La bande magnétique comprend dix-huit autres chansons dont 6 originales. De ces dernières, You'll Be Mine et Cayenne, en plus de Hallelujah I Love Her So seront incluses dans Anthology 1. Ce sont les seuls enregistrements publiés avec Stuart Sutcliffe à la basse.
Plus tard, Matchbox sera chantée sur scène par Pete Best mais lorsque le batteur fut limogé, John Lennon prendra sa place au chant principal. On entend une version enregistrée au Star-Club à Hambourg, en 1962 sur l'album Live! at the Star-Club in Hamburg, Germany; 1962.
Peu après, Ringo Starr prendra le rôle du chanteur de cette chanson et le groupe l'enregistrera à deux reprises dans les studios de la BBC. La version du 10 juillet 1963, pour une mise en ondes le 30 à l'émission Pop Go the Beatles (en), est publiée sur Live At The BBC. La seconde version, enregistrée le 1er mai 1964 et mise en onde 17 jours plus tard à l'émission From Us To You, n'a jamais été officiellement publiée.
La version studio, toujours chantée par Ringo Starr, est enregistrée le 1er juin 1964 aux studios d'Abbey Road, en présence de Carl Perkins. C'est John Lennon qui, pour une rare fois, prend le rôle de guitariste solo. Elle est éditée le 19 juin 1964 par Parlophone au Royaume-Uni sur l'EP Long Tall Sally, accompagnant Slow Down, I Call Your Name et la chanson homonyme. Ces quatre titres sont maintenant disponibles sur Past Masters.
Capitol Records, le label américain des Beatles, publiera Matchbox et Slow Down sur le 33 tours Something New le 20 juillet 1964 et en 45 tours le 25 août 1964. Matchbox atteindra la 17e place des charts en septembre.

### Publication en France
La chanson arrive en France en juillet 1964 sur la face B d'un 45 tours EP (« super 45 tours »), accompagnée  de Slow Down ; sur la face A figurent Long Tall Sally et I Call Your Name. Sur la pochette la photo des Beatles dans la mer est prise à Miami par Dezo Hoffman lors de leur première tournée nord-américaine en 1964,.

## Reprises et adaptations
Match Box Blues de Blind Lemon Jefferson est repris par de nombreux musiciens, certains bien avant la version de Carl Perkins,,,. Parmi ceux-ci, on compte notamment :
- Leadbelly (1934 et 1935) ;
- Larry Hensley (1934), premier blanc à l'enregistrer[5] ;
- The Shelton Brothers (1935), dans une version country jazz[1] ;
- Big Bill Broonzy (1935) ;
- Black Ivory King  (1937) ;
- Roy Newman and His Boys (1939), dans une version western swing[1] ;
- Jack Meredith (1941) ;
- Robert Pete Williams, sous le titre Highway Blues (1960) ;
- John Lee Hooker , sous le titre Matchbox (1962) ;
- Yank Rachell (1973) ;
- Albert King with Stevie Ray Vaughan (1983), parue sur l'album In Session en 1999 ;
- Magic Slim & the Teardrops (2012), sur l'album Bad Boy ;
- Doc Watson & David Grisman (2018), sur Doc & Dawg.

Matchbox de Carl perkins, devenue un classique du rock 'n' roll, est également interprétée par :
- Jerry Lee Lewis (1958), sur son premier album homonyme ;
- Buddy Holly,
- Ronnie Hawkins and the Hawks(1967), sur l'album Mojo Man ;
- Bob Dylan avec Johnny Cash (v. 1967-1969), sorti en 2019 sur l'album The Bootleg Series Vol. 15: Travelin’ Thru 1967-1969
- Ike Turner,
- Vince Taylor,
- Sam Cooke,
- Paul McCartney, sur Tripping the Live Fantastic (1990) et Amoeba Gig (2019) ;
- Lemmy Kilmister, Slim Jim Phantom et Danny B. Harvey (The Head Cat) sur leur album Lemmy, Slim Jim & Danny B (2000) ;
- Popa Chubby (2003), Live at FIP ;
- Ringo Starr & His All-Starr Band, avec Todd Rundgren (2012), lors d'un concert aux Chutes du Niagara.

Johnny Hallyday, en 1975, la reprend, dans une adaptation française signé Long Chris, sous le titre Un garçon sur la route, sur l'album Rock à Memphis.

## Reconnaissance et postérité
La chanson Match Box Blues de Blind Lemon Jefferson est intronisée au Blues Hall of Fame de la Blues Foundation en 2010 dans la catégorie « Enregistrement classique du Blues — Single ». La version de Carl Perkins figure dans la liste des « 500 chansons qui ont façonné le rock 'n' roll » (500 Songs That Shaped Rock) du Rock and Roll Hall of Fame.
Matchbox est devenu le nom d'un groupe de revival rockabilly des années 1970. C'est aussi le nom d'un label de blues britannique fondé en 1965.